# Yorktown (Iowa)
Yorktown es una ciudad ubicada en el condado de Page en el estado estadounidense de Iowa. En el Censo de 2010 tenía una población de 85 habitantes y una densidad poblacional de 120,66 personas por km².

## Geografía
Yorktown se encuentra ubicada en las coordenadas 40°44′7″N 95°9′16″O / 40.73528, -95.15444. Según la Oficina del Censo de los Estados Unidos, Yorktown tiene una superficie total de 0.7 km², de la cual 0.7 km² corresponden a tierra firme y (0%) 0 km² es agua.

## Demografía
Según el censo de 2010, había 85 personas residiendo en Yorktown. La densidad de población era de 120,66 hab./km². De los 85 habitantes, Yorktown estaba compuesto por el 87.06% blancos, el 7.06% eran afroamericanos, el 1.18% eran amerindios, el 0% eran asiáticos, el 0% eran isleños del Pacífico, el 4.71% eran de otras razas y el 0% pertenecían a dos o más razas. Del total de la población el 1.18% eran hispanos o latinos de cualquier raza.